# Championnat du Rwanda de football 2007-2008
Navigation
Saison précédente Saison suivante
La saison 2007-2008 du Championnat du Rwanda de football est la cinquante-septième édition du championnat de première division au Rwanda. Les douze meilleures équipes du pays sont regroupées au sein d’une poule unique où ils s’affrontent deux fois au cours de la saison, à domicile et à l’extérieur. En fin de saison, les deux derniers du classement sont relégués et remplacés par les deux meilleurs clubs de deuxième division.
C'est l'ATRACO Football Club qui est sacré cette saison après avoir terminé en tête du classement final, avec quatre points d’avance sur le triple tenant du titre, APR FC et neuf sur Rayon Sports FC. Il s’agit du tout premier titre de champion du Rwanda de l’histoire du club.

## Qualifications continentales
Le champion du Rwanda se qualifie pour la Ligue des champions de la CAF 2009 et la Coupe Kagame inter-club 2009 tandis que son dauphin obtient son billet pour la Coupe de la confédération 2009.

## Les clubs participants
| - APR FC - Rayon Sports FC - Police FC - Kiyovu Sports Association - Mukura Victory Sports FC - AS Kigali | - Electrogaz Football Club - Promu de D2 - Etincelles FC - Marines FC - Military Police FC - Promu de D2 - ATRACO Football Club - Kibuye FC |

## Compétition
Le barème utilisé pour établir le classement est le suivant :
- Victoire : 3 points
- Match nul : 1 point
- Défaite : 0 point

### Classement
| Rang | Équipe                    | Pts | J  | G  | N  | P  | Bp | Bc | Diff |
| ---- | ------------------------- | --- | -- | -- | -- | -- | -- | -- | ---- |
| 1    | ATRACO Football Club      | 57  | 22 | 18 | 3  | 1  | 38 | 10 | +28  |
| 2    | APR FC T'C'               | 53  | 22 | 16 | 5  | 1  | 56 | 10 | +46  |
| 3    | Rayon Sports FC           | 48  | 22 | 14 | 6  | 2  | 32 | 17 | +15  |
| 4    | Kiyovu Sports Association | 34  | 22 | 9  | 7  | 6  | 31 | 22 | +9   |
| 5    | Mukura Victory Sports FC  | 31  | 22 | 9  | 4  | 9  | 31 | 25 | +6   |
| 6    | AS Kigali                 | 22  | 22 | 5  | 7  | 10 | 19 | 27 | -8   |
| 7    | Kibuye FC                 | 22  | 22 | 5  | 7  | 10 | 14 | 30 | -16  |
| 8    | Electrogaz Football ClubP | 21  | 22 | 5  | 6  | 11 | 24 | 38 | -14  |
| 9    | Marines FC                | 20  | 22 | 4  | 8  | 10 | 20 | 26 | -6   |
| 10   | Police FC                 | 18  | 22 | 4  | 6  | 12 | 22 | 31 | -9   |
| 11   | Military Police FCP       | 18  | 22 | 5  | 3  | 14 | 25 | 58 | -33  |
| 12   | Etincelles FC             | 16  | 22 | 2  | 10 | 10 | 13 | 31 | -18  |

|  | Qualification pour la Ligue des champions de la CAF 2009 et la Coupe Kagame inter-club 2009 |
|  | Qualification pour la Coupe de la confédération 2009                                        |
|  | Relégation directe en deuxième division                                                     |
|  | T : Tenant du titre C : Vainqueur de la Coupe du Rwanda P : Promu de D2                     |

## Bilan de la saison
| Championnat du Rwanda de football 2007-2008 |                                  |
| Champion                                    | ATRACO Football Club (1er titre) |
| Coupes et trophées                          |                                  |
| Vainqueur de la Coupe du Rwanda 2007-2008   | APR FC                           |
| Qualifications continentales                |                                  |
| Ligue des champions de la CAF 2009          | ATRACO Football Club             |
| Coupe de la confédération 2009              | APR FC                           |
| Coupe Kagame inter-club 2009                | ATRACO Football Club             |
| Promotions et relégations                   |                                  |
| Promus en Première division                 | La Jeunesse FC                   |
| Promus en Première division                 | Amagaju FC                       |
| Relégués en Deuxième division               | Military Police FC               |
| Relégués en Deuxième division               | Etincelles FC                    |